# Hieronymus Kohl

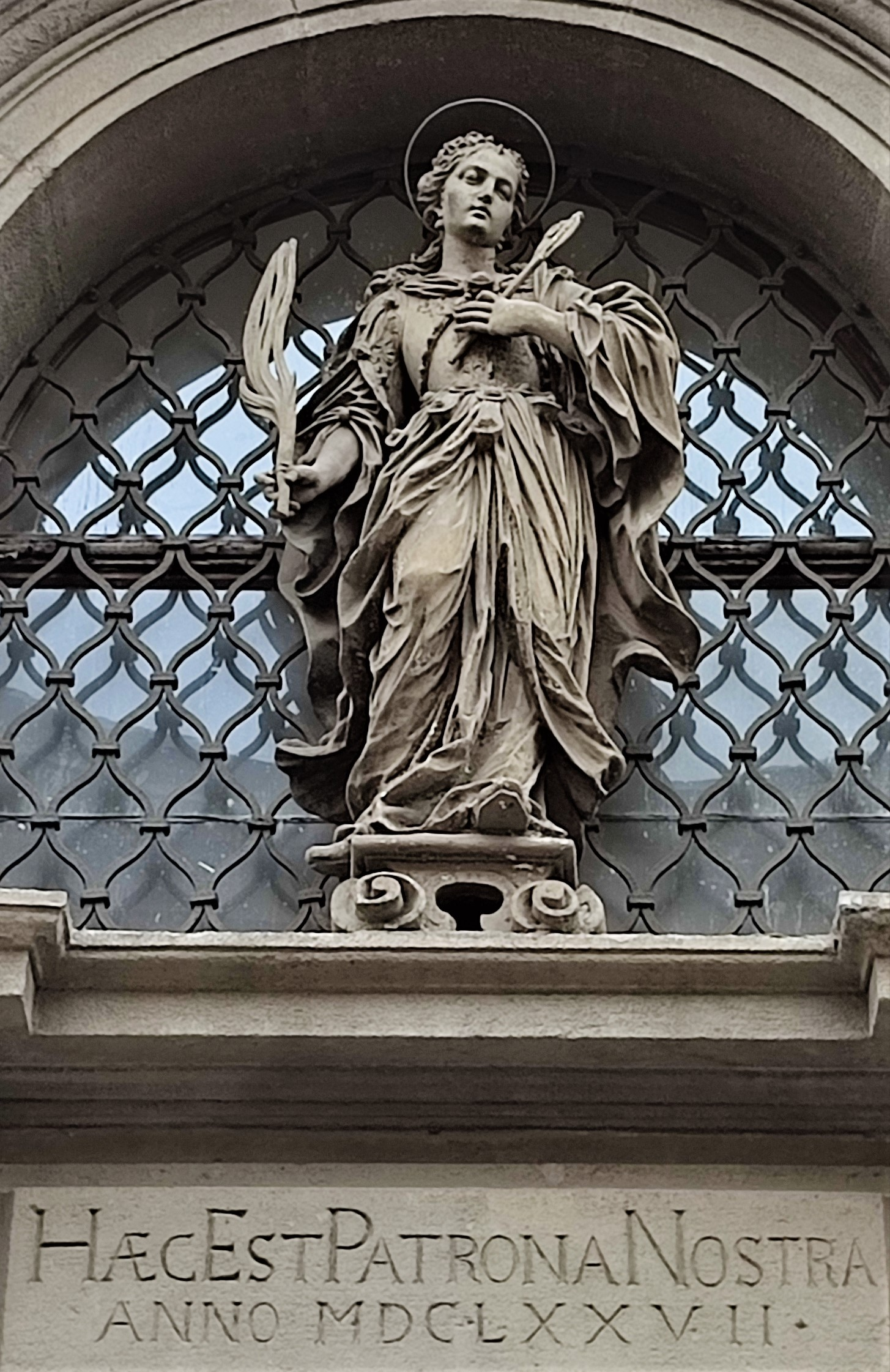
Sandsteinfigur Hl. Ursula, Hieronymus Kohl 1677. Kopie auf der Kirchenfassade 1699

Hieronymus Kohl (tschechisch Jeroným Kohl; getauft 1. September 1635 in Schlaggenwald; † 18. Mai 1709 in Prag) war königlich Prager Hofbildhauer unter König Leopold I. von Böhmen, und Bildhauer des Barock.

## Leben
Hieronymus Kohl wurde in Schlaggenwald als Sohn des Bürgers und Bergmanns Hans Hieronymus Kohl (1593-1667) und dessen Ehefrau Catharina, geb. Paulus (* 1594) geboren und in der dortigen Pfarrkirche am 1. September 1635 getauft.
Im Jahre 1652 kam er nach Prag und lernte 6 Jahre beim Bildhauer Arnošt Jan Heidelberger, einem Meister der Barockkunst und Schüler von Adriaen de Vries. Kohl wurde in seinem Stil auch vom Prager Bildhauer Johann Georg Bendl beeinflusst, der 1655 mit einigen Kollegen die Zunft der Bildhauer und Schnitzer begründete. Sein Bürge bei der Aufdingung war Bildhauer Abraham Melber.
Mit seinen Skulpturen schmückte Kohl zahlreiche Innen- und Außenbereiche von Kirchen, die wichtigsten Beispiele sind die der Augustinerkirche St. Thomas in Prag (1684) und der Altar der Kirche St. Mikuláš in Louny (1701–1706), wo er mit seinem Schüler František Preiss (1660–1712) zusammen arbeitete.
1658 wurde er Geselle und heiratete die Meisterswitwe Severova. Er übernahm das Haus samt Steinmetzwerkstätte sowie den Stiefsohn Jan Bedřich Kohl-Sever, der später auch Bildhauer wurde und die Werkstatt weiterführte. Sein Sohn Franz Kohl arbeitete weiter als Bildhauer.
In 2. (?) Ehe verheiratete sich Hieronymus „mit der Witwe Dorota“. Zu seinen Lehrlingen und Gesellen gehörte auch Franz Preiss, Kohls eigener Nachfolger.

### Nachkommen
auszugsweise: Sohn Anton Kohl arbeitete als Kupferstecher.
Enkel Ludwig Kohl (1746–1821) wurde Maler und gab seinem jüngeren Bruder Clemens den ersten Kunstunterricht, er studierte an der Akademie der bildenden Künste in Wien.

## Werke
- St. Adalbert-Kirche ist eine Benediktinerkirche in Broumov, Kanzel aus Holz wurde 1671–1672 in Gemeinschaftsarbeit geschnitzt, mit dem Tischler Matěj Vockinger und Maler Jan Bedřich Hess.
- St. Ursula Kirche Prag, 1699 Kopie der Statue Hl. Ursula über dem Eingangsportal, Original Jeroným Kohl von 1677[3]
- 1686 Kohl-Brunnen in der Prager Burg mit Hofsteinmetzmeister Francesco della Torre
- 1689 Bärenbrunnen in Prag
- St. Nikolaus Kirche  in Louny, Nordböhmen 1701–1708 3 Holzaltäre mit Schüler Franz Preiss.[4]

### Auswahl: zuletzt auf der Karlsbrücke in Prag zwei Statuen von Hieronymus Kohl 1708

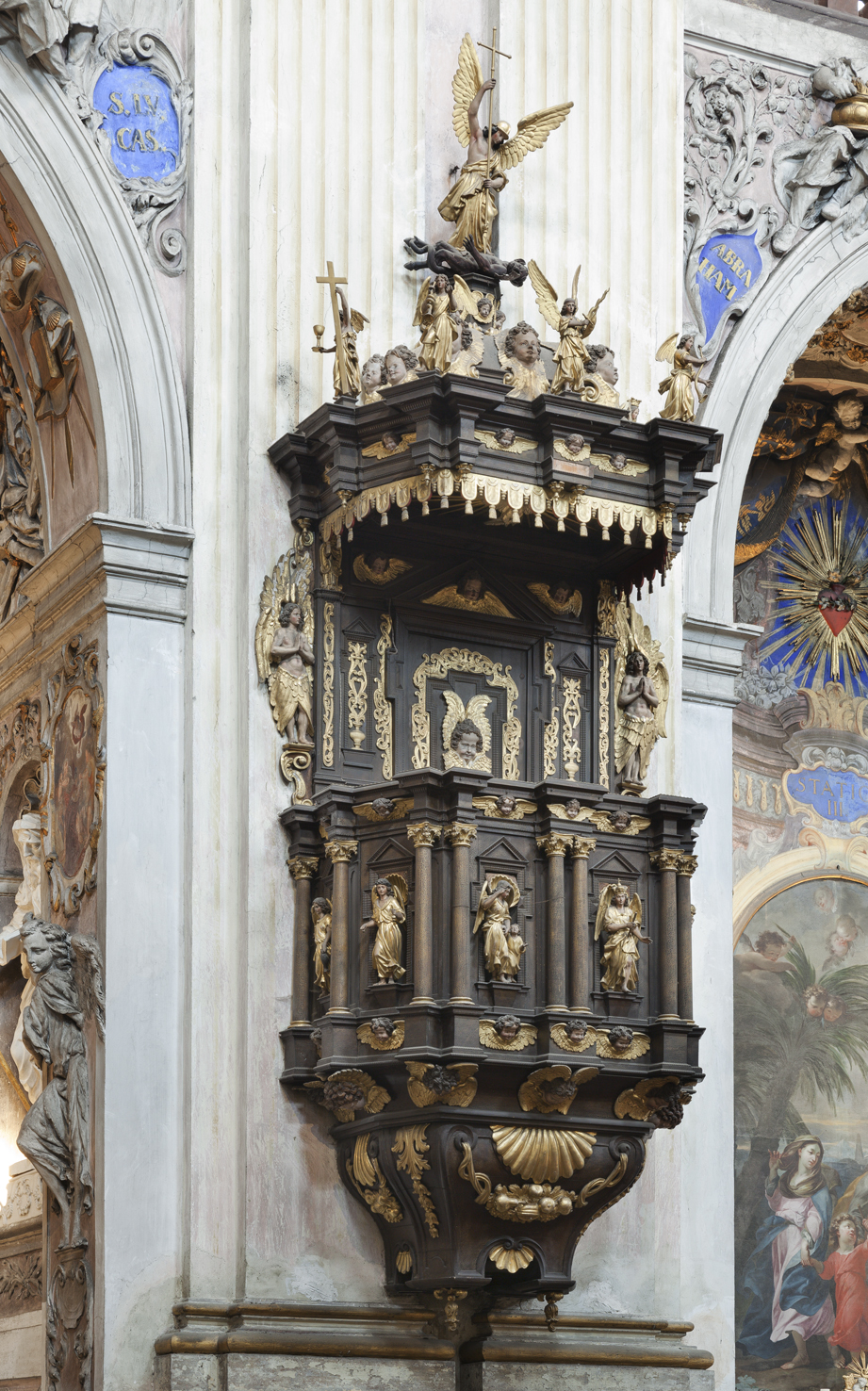
1671 Adalbert-Kirche Broumov, Kanzel
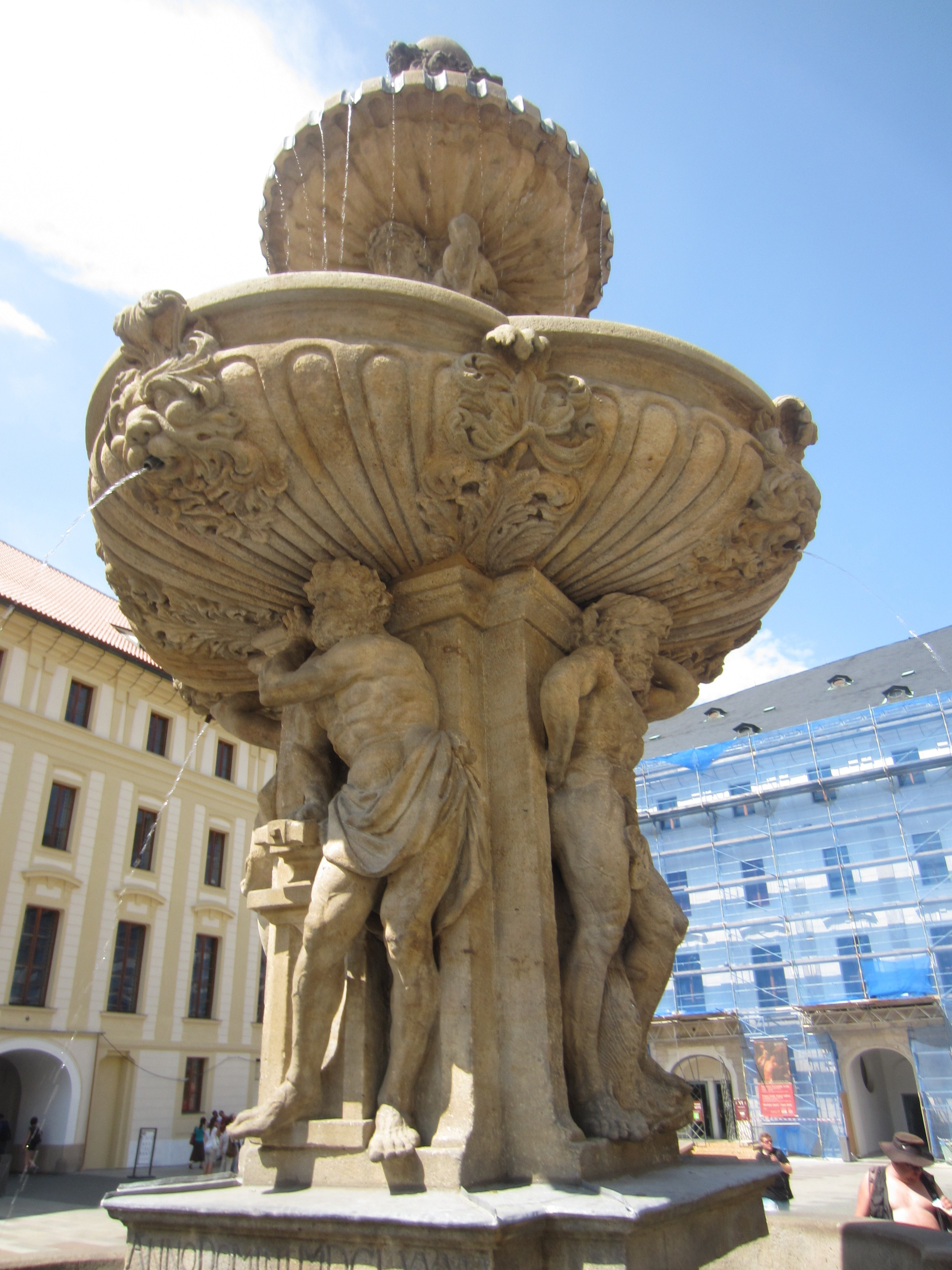
1686 Prager Burgbrunnen
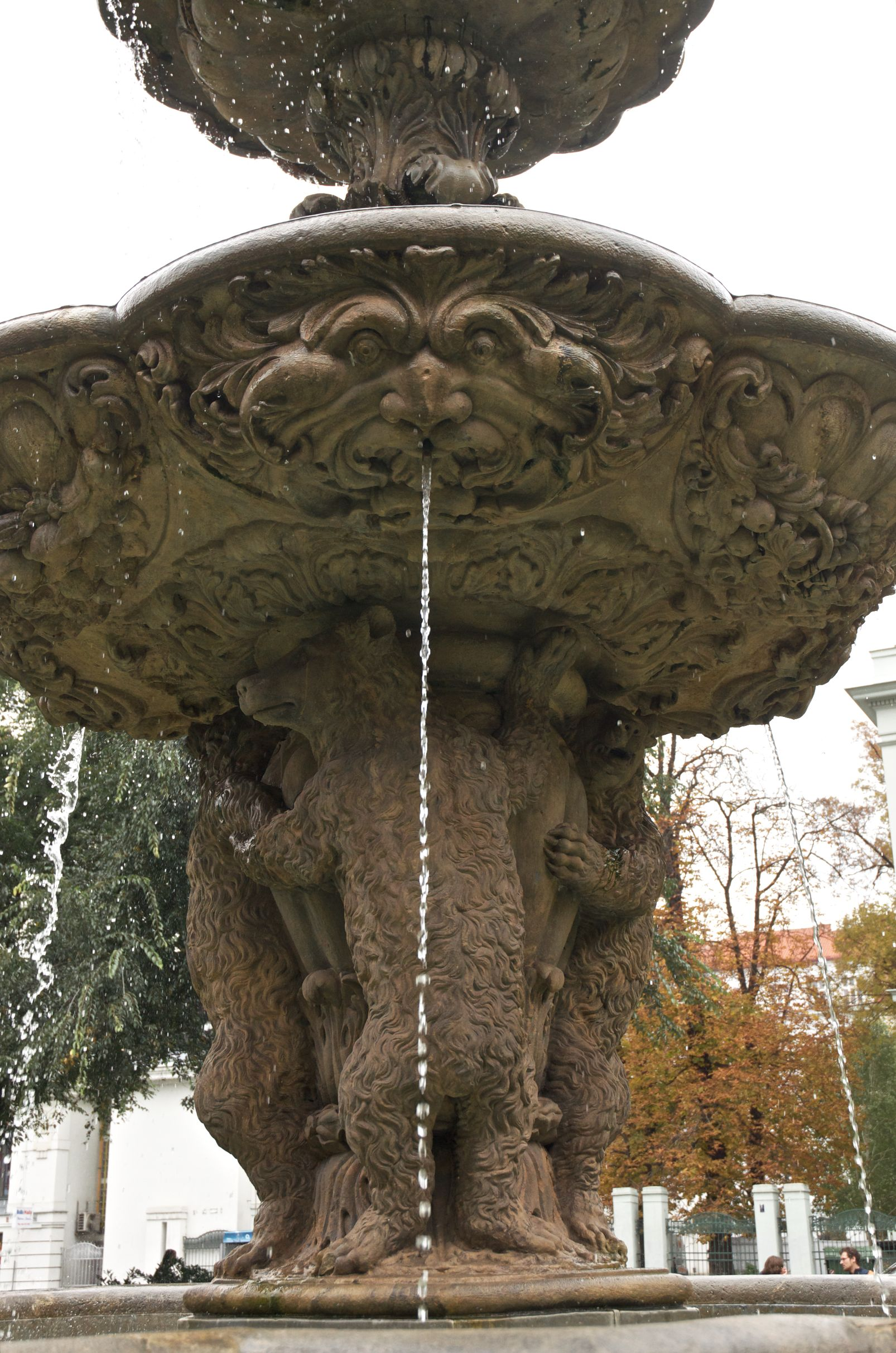
1689 Bärenbrunnen
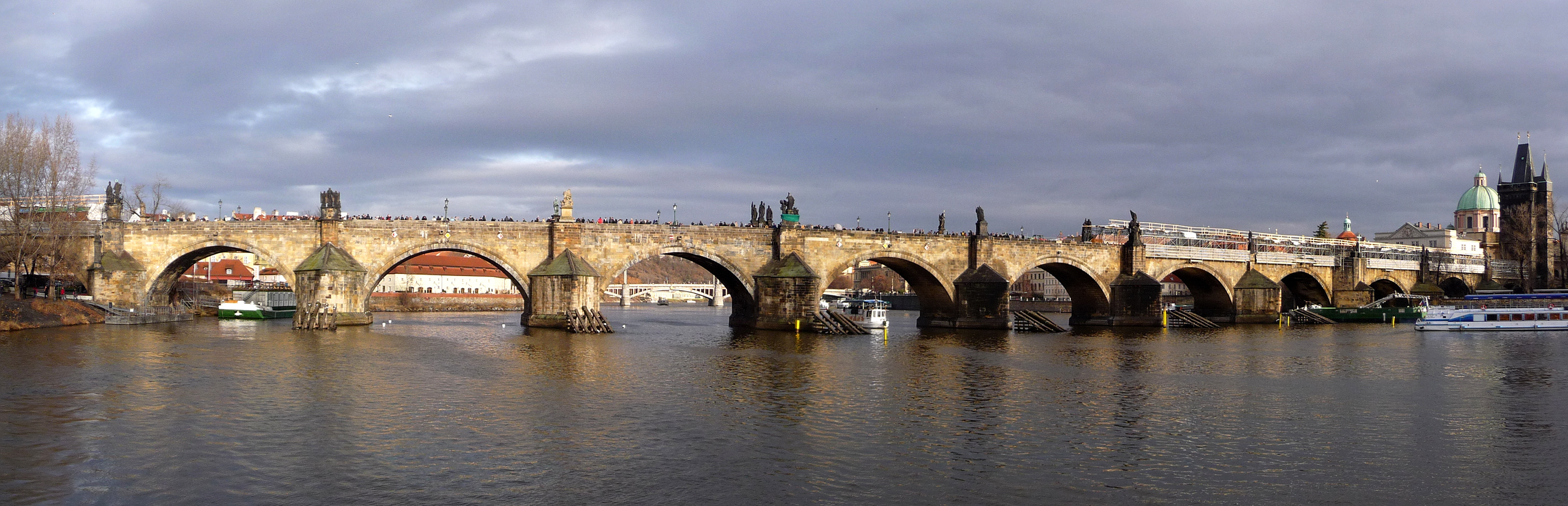
Karlsbrücke
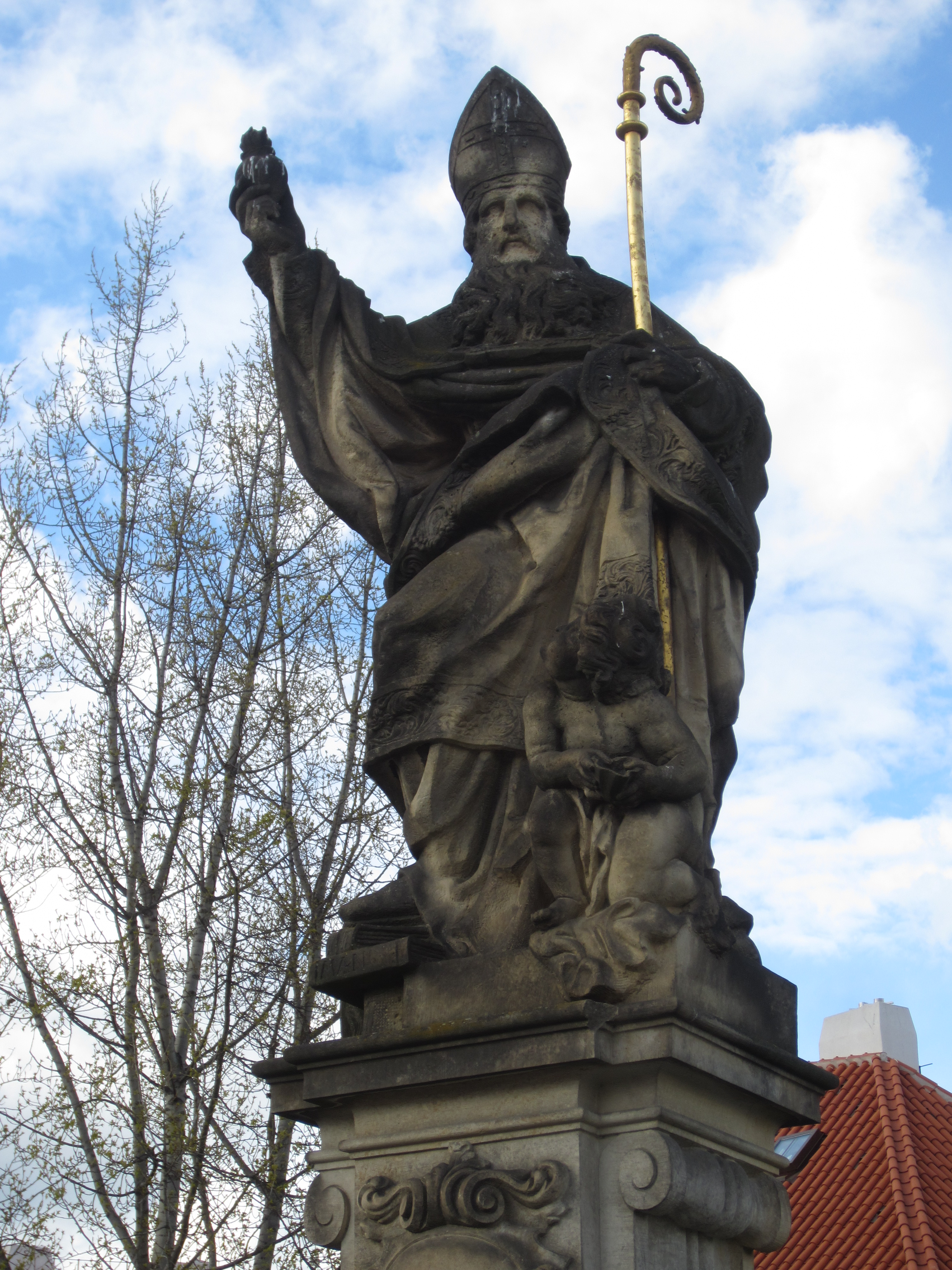
Augustinus von Hippo
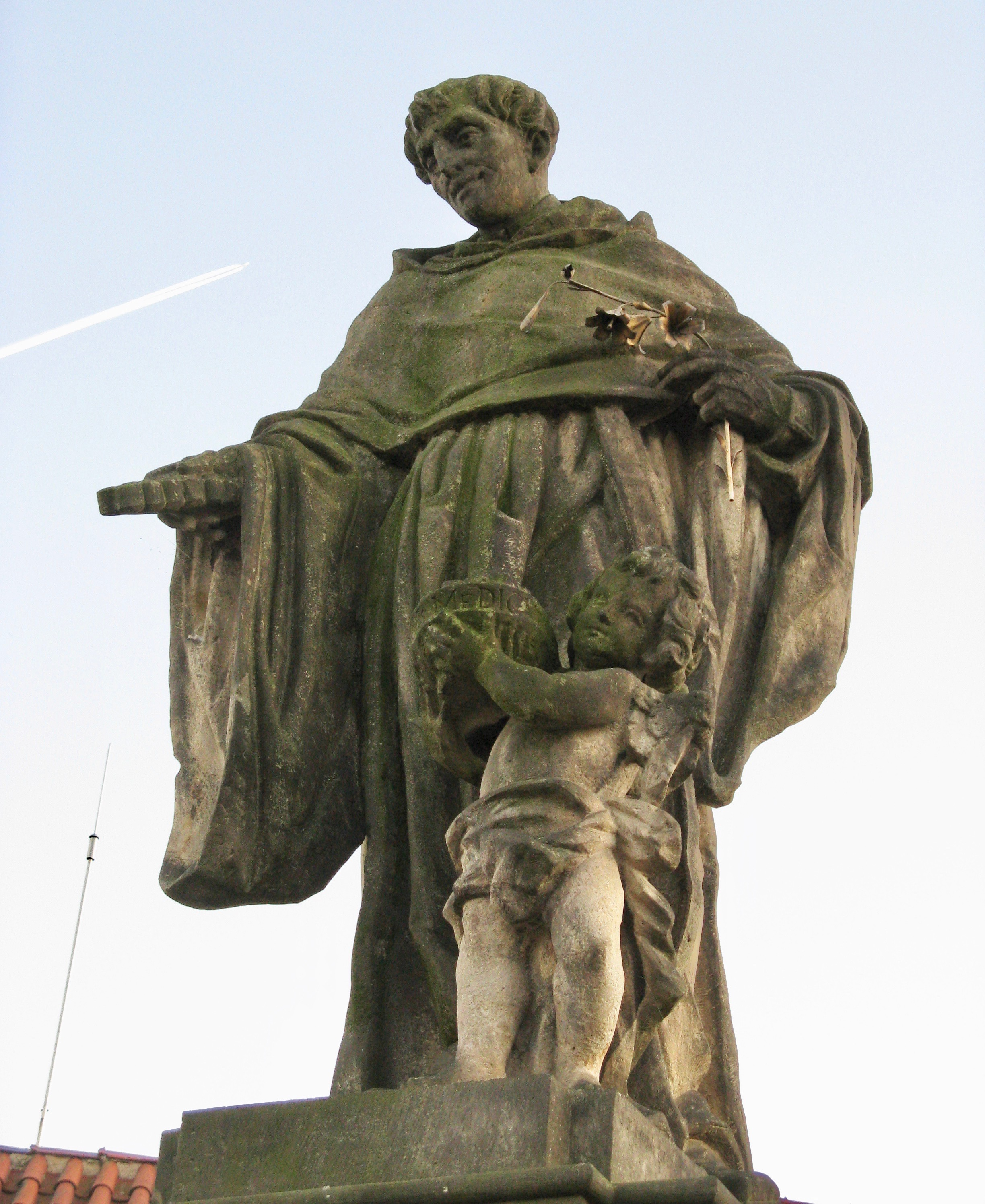
Nikolaus von Tolentino

- 2 Statuen der Karlsbrücke[5] von Hieronymus Kohl und Stiefsohn Johann Friedrich Kohl-Severa